# Sapranthus palanga
Sapranthus palanga är en kirimojaväxtart som beskrevs av Robert Elias Fries. Sapranthus palanga ingår i släktet Sapranthus och familjen kirimojaväxter. Inga underarter finns listade i Catalogue of Life.